# Огненный змей
Огненный змей (также змей-любака, маньяк, налёт огнянный, прелестник) — злой дух, мифологическое существо в преданиях славян. Часто является инкубом — ипостасью ходячего покойника или чёрта, принимающего облик умершего или находящегося в отлучке мужа или любовника, и вступающего в любовные отношения с женщинами.

## Описание
В воздухе он выглядит как огненный змей (восточно-, западнослав.). Похож на светящееся огненное коромысло, пламенный веник, клубок синего цвета (рус.). Появляется он из облаков, летит по воздуху, и, рассыпавшись искрами над крышей, проникает в дом через печную трубу. Когда он спускается на землю, его крылья отпадают (укр., пол.). Огненный змей посещает в ночное и вечернее время вдову или девицу, чрезмерно предавшихся тоске, после недавней потери мужа или сердечного друга (умершего или отсутствующего). Он является к ним, принимая вид любимого человека, о котором тосковала хозяйка. По поверьям, от таких визитов женщина начинает чахнуть и умирает.
По этой причине за одинокими женщинами присматривали соседи, и когда замечали, что молодая вдова говорит сама с собой, считали, что к ней прилетает огненный змей. Тогда соседи начинали спасать женщину, поскольку если этого не сделать, то она вскоре умрёт.
Огненный змей, хоть и принимает человеческий облик, имеет физические недостатки, характерные для демонов: отсутствие спинного хребта (рус.). Как и вся нечисть, он не способен правильно произносить сакральные христианские имена: вместо «Иисус Христос» он говорит «Сус Христос», вместо «Богородица» — «Чудородица» (рус). Подарки его недолговечны: гостинцы, которые он приносит женщине, с восходом солнца превращаются в лошадиный навоз или камни (рус, з.-укр), а деньги и драгоценности — в черепки. Для завлечения своих жертв огненный змей разбрасывает по дорогам красивые вещи: бусы, перстни, платочки. Если их поднять без благословения, то к той нечистый и прилетает (в.-укр.).

## Основные занятия
Огненный змей считается злым духом. Существо получает доступ к девушке, потерявшей невинность (рус.). По восточноукраинским поверьям, огненный змей разбрасывает по дорогам красивые вещи (или обращается в них сам): бусы, перстни, платочки, крест с загнутыми концами. Если их поднять без благословения, то к той нечистый и прилетает. В сибирских деревнях, например, верили, что падающие с неба звезды — это и есть огненные змеи. Следует уточнить, что не любая невеста или вдова рискует попасть в сети. Если девушка стыдлива и совестлива, бережет честь свою, то змей пролетит мимо.
В доме змей обращался в человека, по которому тосковала женщина. Затем огненный змей проходит в горницу, обнимает, целует заждавшуюся, ложится с нею в кровать, угощает пряниками. Основным занятием огненного змея являются его сексуальные отношения с женщинами.
Считалось, что есть способ по которому можно определить, возвратился ли это муж или в дом прилетел змей. Нужно было нащупать у него на спине позвоночник: если позвоночник есть, то это муж, если нет, то огненный змей.
От связи с демоном женщина может забеременеть. Во многих местах до сих пор рождение внебрачных детей объясняют визитом огненного змея. Беременность в этом случае протекает ненормально долго — до трех лет и часто кончается ничем: в животе женщины оказывается песок, она рожает головешку и т. п. (рус.), что соответствует представлениям о бесплодности нечистой силы. Если рождается ребёнок, то он чёрного цвета, с копытами вместо ступней, с глазами без век (рус.), а тело его холодное и подобно студню (з.-укр.). Живёт такое дитя недолго, и вскоре умирает.

## Методы изгнания
Лица, которых посещал этот змей, худели, сходили с ума, кончали жизнь самоубийством. Средством исцеления от напасти служили исповедь постороннему человеку (восточно-слав.). Женщина не должна была спать в одиночестве, но вместе с ребёнком или с кем-нибудь из родственниц (рус.). В качестве лекарств использовались «одолень-трава» (валериана), отвар репейника, как оберег — стебли репейника на стене (рус.). В доме рекомендовалось читать Псалтирь, а над жертвой — молитвы от блудного беса из требника Петра Могилы (рус.), ставить крестное знамение на дымоходы, окна, двери с произнесением слова «Аминь!» («зааминивают»). Также через почтенных людей убеждали женщину попробовать надеть на являющейся ей образ нательный крест на тесьме. После трёх-четырёх-пяти неудачных попыток надевания креста, видение должно пропасть, а недужная поправиться.
Во Власьев день нельзя смотреть на звёзды, чтобы не увидеть огненного змея (рус.). Распространённым мнением было, что если удивить змея — он исчезнет. Для этого женщина одевала своих детей — мальчика и девочку в свадебные наряды или одевалась в них сама, на вопрос змея, зачем она это делает, отвечает: «Брат сестру берёт» — «Но разве может быть такое, чтобы брат сестру брал?» — «А разве может быть такое, чтобы мертвый к живой ходил?» (карпат.). После этого огненный змей оставлял свою жертву в покое.

## Мифы и заговоры
Мифы об огненном змее встречаются в сербских эпических песнях, в русских былинах, сказках и заговорах, а также в житийной «Повести о Петре и Февронии Муромских», которая основана на фольклорном материале.
К огненному змею относится сюжет о его преступной связи с женщиной, от которой рождается сын, впоследствии побеждающий своего демонического отца.
В заговорах упоминается как помощник, имеющий возможности внушить страсть женщине.

## Украинские поверья
Обаяснык (укр. обаясник) — так местами на правобережной Украине называли змея-летавца. Считалось, что если сильно горевать по умершему, то последний обращается в злого духа обаясныка и по ночам летает к горюющему. Этот демон более известен под именем летавца; о нём упоминает Иннокентий Гизель. Поверье об обаясныках примыкает к обширному циклу сказаний о женихе-мертвеце (тема, разработанная в балладе Бюргера «Ленора»). Специальные монографии о женихе-мертвеце — профессора Созоновича (на русском языке) и профессора Шишманова (на болгарском языке). Об обаясныках-летавцах см. в статье Подбереского в «Сборник сообщений по народной антропологии» (IV, 9) и в «Трудах» Чубинского (I, 193). Любопытно само слово «обаясныки», в котором сохранилось древнеславянское слово «обавити, обаяти», в значении околдовать (первоначально — оговорить, ср. «байка, обаяние»). В старинных русских памятниках (например в Азбуковниках) встречается близкий термин — обаяници, в значении колдунов.

## В культуре
- Образ огненного змея запечатлён русским поэтом Афанасием Афанасьевичем Фетом в балладе «Змей», написанной им в 1847 году:

Чуть вечернею росою осыпается трава,

Чешет косу, моет шею чернобровая вдова.

И не сводит у окошка с неба темного очей,

И летит, свиваясь в кольца, в ярких искрах длинный змей.

И шумит всё ближе, ближе, и над вдовьиным двором,

Над соломенною крышей рассыпается огнём.

И окно тотчас затворит чернобровая вдова;

Только слышатся в светлице поцелуи да слова.
- Появляется в компьютерной игре «Чёрная книга» (2021) в качестве одного из демонов-антагонистов (и единственного, который может быть не только побеждён, но и убит главной героиней).